# Laura López Ventosa
Laura López Ventosa (Madrid, 13 de gener de 1988) és una jugadora de waterpolo, que va iniciar-se en aquest esport al Club Natació Quatre Camins.
És una waterpolista del Centre Natació Mataró, club al que torna per a la temporada 14-15, i internacional absoluta amb la selecció espanyola, amb la qual s'ha proclamat subcampiona olímpica als Jocs Olímpics de Londres 2012 i campiona del món al Campionat del Món de Barcelona 2013.

## Palmarès esportiu
Selecció espanyola
- Medalla d'or en el Campionat del Món de Barcelona 2013
- Medalla de plata en els Jocs Olímpics de Londres 2012
- Campiona del Torneig Preolímpic de Trieste (2012)[2]
- 5ª als Campionats d'Europa Eindhoven (2012)[2]
- 8ª al Mundial de Roma (2009)[2]
- 4ª a la Lliga Mundial (2009)[2]
- Plata a l'Europeu de Màlaga (2008)[2]
- 7ª al Mundial de Melbourne (2007)[2]
- 4ª a l'Europeu de Belgrad (2006)[2]
- 7ª al Júnior de Perth (2005)[2]

Competició de clubs
- 1 Lliga de Divisió d'Honor (2006)[2]
- 2 Copes de la Reina (2006 i 2007)[2]